# Schloss Neufahrn

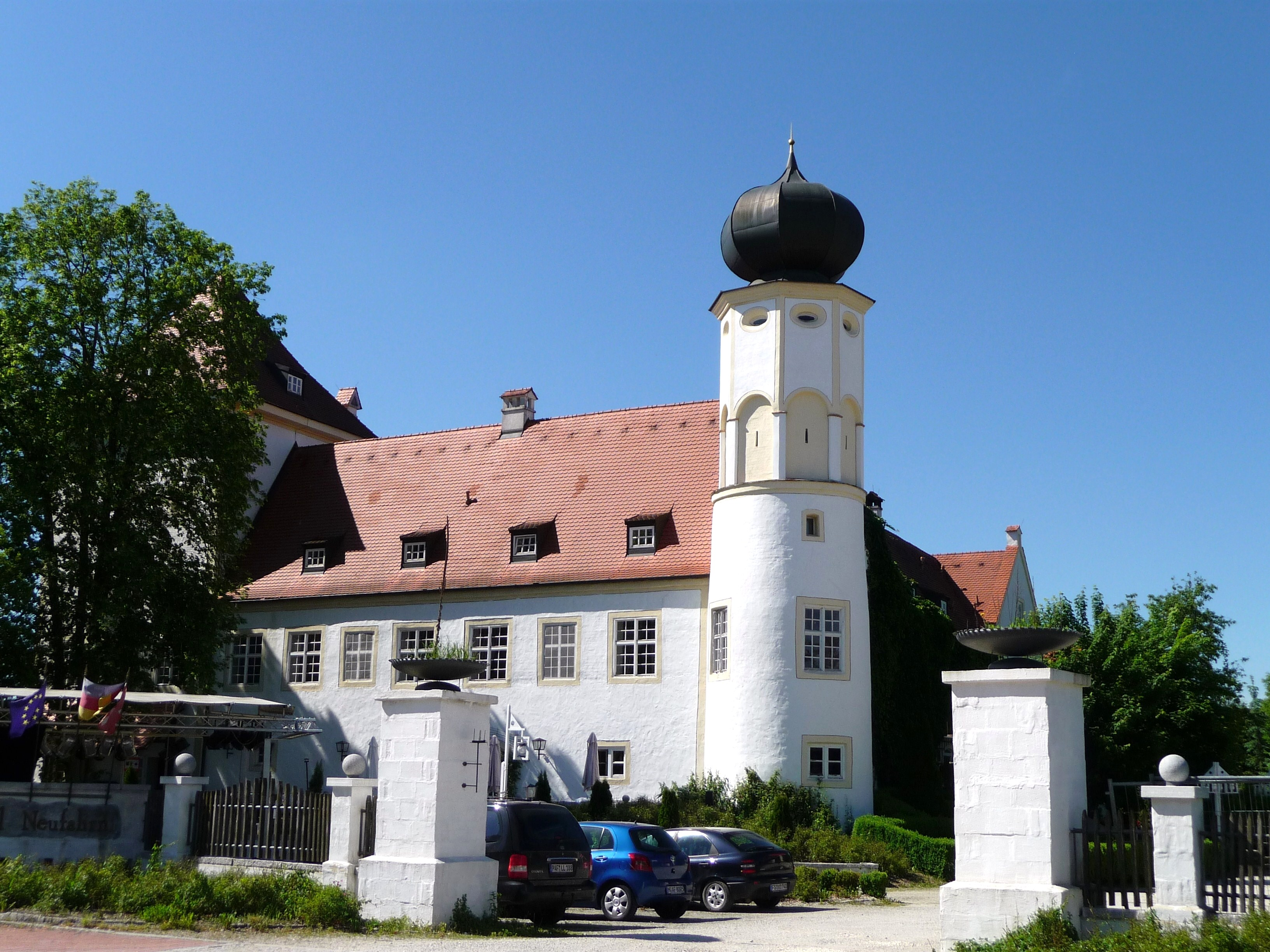
Schloss Neufahrn heute

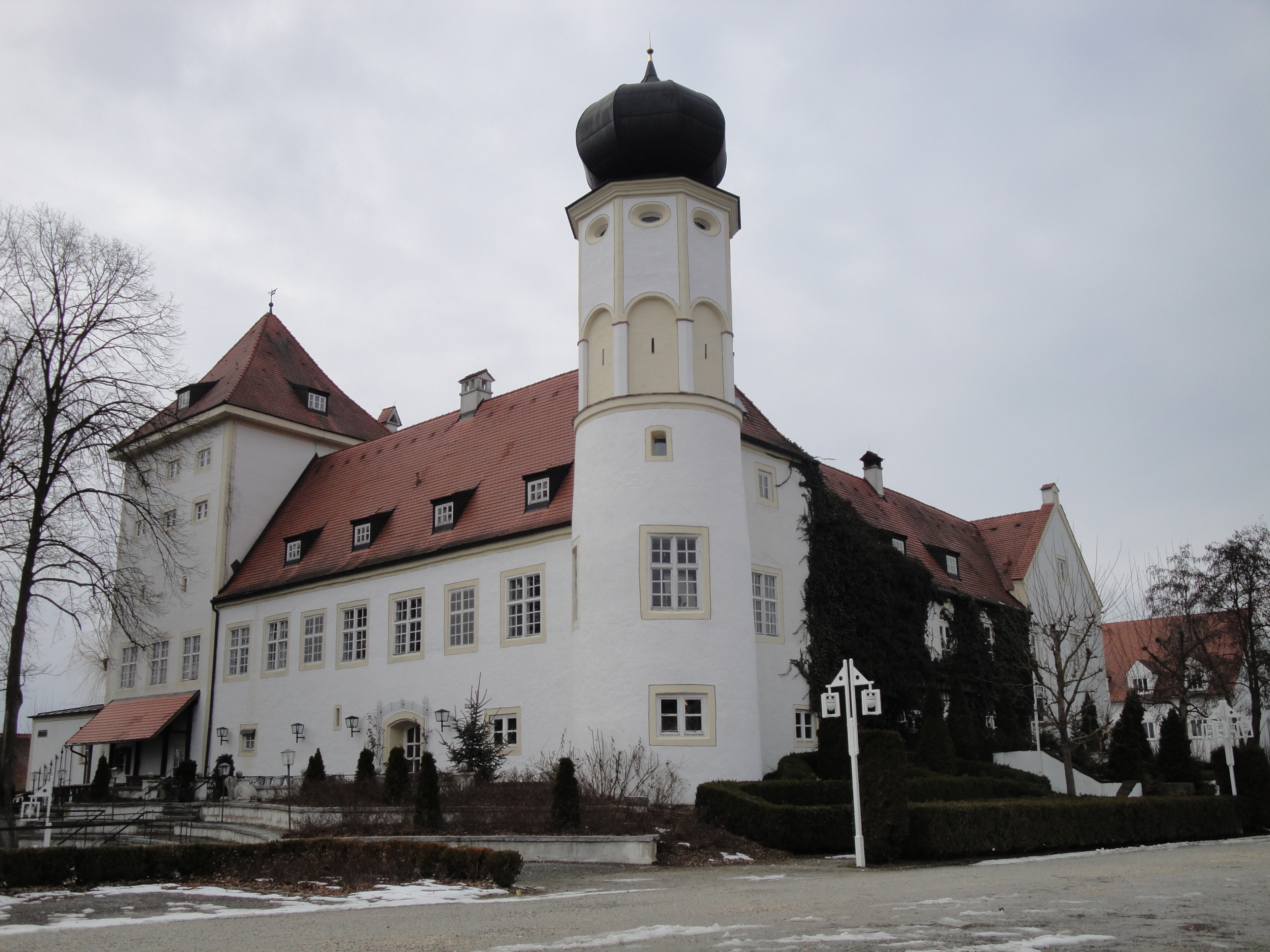
Schloss Neufahrn heute

Das Schloss Neufahrn liegt in der Gemeinde Neufahrn in Niederbayern im Landkreis Landshut. Die Adresse lautet Schloßweg 2. Die Anlage ist unter der Aktennummer D-2-74-153-2 als Baudenkmal verzeichnet. „Untertägige mittelalterliche und frühneuzeitliche Befunde und Funde im Bereich der ehem. Schlossanlage in Neufahrn mit umgebendem Wassergraben, Wirtschaftsgebäuden und Gartenanlagen“ werden zudem als Bodendenkmal unter der Aktennummer D-2-7239-0172 geführt.

## Geschichte
Ein Gut Neufahrn wird 1123 erwähnt, als Ernst von Kirchberg u. a. sein predium Newfar situm dem Kloster Mallersdorf übergibt. Die Herren und späteren Grafen von Kirchberg sind aber danach wieder mit Neufahrn belehnt worden und haben dieses bis 1229 als ein an sie vergebenes Lehen besessen. Danach scheinen die Güter der Kirchdorfer an den Bayerischen Herzog gekommen zu sein. 1294 erscheint ein dominus Eberhard der Ohleihmair von Neufahrn in einer Kelheimer Gerichtsurkunde. 1318 verfügt Hans Götlinger über das herzogliche Lehen am Ort. 1328 wird ein Hirmannus de Nevwar erwähnt, der an die Oblei des Klosters Mallersdorf sein Gut zu Niederhaselbach gestiftet hat. Weiters werden ein Peter der Holzer (1339) genannt, ein Rugerus Gotlinger hat in diesem Jahr die Hofmühle zu Neufahrn als Lehen, 1345 verkaufen Jaewt die Griezmaierinn von Nevuar und ihre Erben dem Kloster Mallersdorf ein Eigengut, 1357 gelangt der Chelerhof zu Neufahrn durch Konrad den Rohrer an dieses Kloster. Von 1363 bis 1386 sind die Neuburger zu Neufahrn bezeigt. Offenbar ist danach der Besitz an einen Gebhard Inkofer gekommen. 1396 verkauft dieser das Schloss zu Neufahrn samt Zubehör an Hans den Schreiber, Wirt zu Neufahrn. 1413 wird ein Friedrich Ripelsbeck in Neufahrn bezeugt. 1427 ist Wilhelm der Leuchinger der hiesige Wirt. 1434 siegelt Ulrich der Haselbeck zu Neufahrn eine Mallersdorfer Klosterurkunde. Auf ihn folgt Jörg Haselbeck, der 1448 den Sitz mit allem Zubehör an Herzog Heinrich den Reichen von Ober- und Niederbayern verkauft.
1457 siegelt hier als Pfleger Jörg Garseis. 1463 verkauft Herzog Ludwig das Schloss und die Feste am Ort an die Gebrüder Christoph und Jörg Ebersbeck. Der Christoph Ebersbeck erscheint in diesem Jahr als Sieger einer Urkunde des Klosters Seligenthal. 1470 (ebenso 1494 und 1500) werden in der Landtafel Christoph Ebersbeck und Christoff Hueber gemeinsam als Hofmarksbesitzer angegeben. Am 29. April 1510 verkaufen Balthasar und Wolfgang Hueber die Hofmark an Sigmund Kraus zu Münchsdorf, Kastner in Landshut und Hofmeister von Seligenthal. In die Zeit der Familie Kraus (1510–1558) fällt der Neubau des Schlosses als Renaissanceschloss. Am 28. September 1536 verpfändet die Witwe des Sigmund Kraus, Margaret, Schloss und Hofmark Neufahrn an Anton Sänftlein und Hans Fendt. Am 26. September 1558 verkaufen die Erben des Sigmund Kraus d. J., dies sind Degenhart Auerberg zu Sattelberg und Hans von Münichau zu Laberweinting, die Ehemänner der Töchter Anna und Regina aus der Ehe des Sigmund Kraus sen. mit Barbara Schöller, die Hofmark zu Neufahrn an Wolf von Haunsperg zu Vachenburg, fürstlicher Salzburgischer Rat. Die Haunsperger sind in der Folge bis 1698 auf Neufahrn ansässig: Erwähnt werden Sigismund von Haunsberg auf Neufahrn und Neuburg (1599), Sebastian von Haunsberg (1607), Hans Jacob von Haunsberg (1638), Franz Graf von Haunsberg (1678 und 1689). 1633 ist das Schloss Neufahrn während des Dreißigjährigen Krieges durch schwedische Truppen geplündert und teilweise zerstört worden, wurde aber Mitte des 17. Jahrhunderts durch die Familie von Haunsperg wieder neu errichtet.
Die Grafen von Haunsberg sterben 1698 aus. Ihnen folgen durch Erbschaft und Vertrag die Grafen Emmanuel von Arco, der in die Familie der Haunsberger eingeheiratet hatte, nach. 1709 ist Neufahrn ein Kommungut, das sich die Arcos mit den Königsfeld auf Zaitzkofen, auch diese hatten in die Familie der Haunsberger eingeheiratet, teilen. Maria Katerina Gräfin von Königsfeld, geb. Gräfin von Haunsperg, starb zu Zaitzkofen am 9. Jänner 1724 als letzte ihres Geschlechtes. 1752 ist Neufahrn im Besitz den Johann Theodor von Heyl, Landgraf von Leuchtenberg und Bischof von Freising, Regensburg und Lüttich. Kurz darauf kommt Neufahrn an die Grafen von Törring, 1780 ist hier Anton Graf von Törring Hofmarksinhaber. Weitere Besitzer von Neufahrn war 1793 Graf Clemens von Holnstein, 1820 Graf Montgelas und seit 1834 Fürst Maximilian Karl von Thurn und Taxis. Damals gehörten das Schloss und das Brauhaus sowie ausgedehnte Acker- und Waldgründe zu Neufahrn. Die Thurn und Taxis verkauften erst 1988 Neufahrn an die Familie Beer.

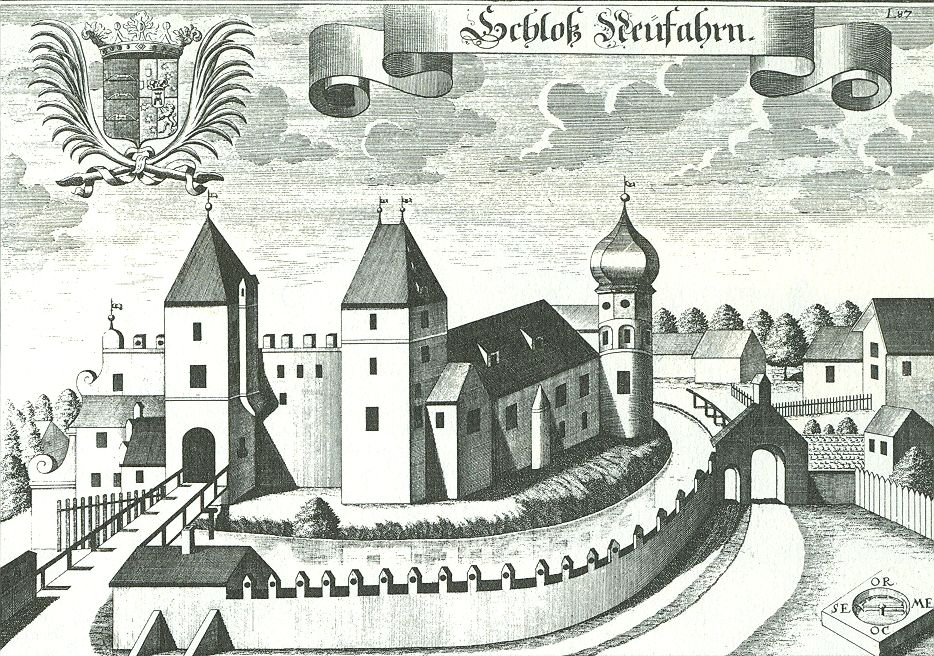
Schloss Neufahrn nach einem Stich von Michael Wening von 1721

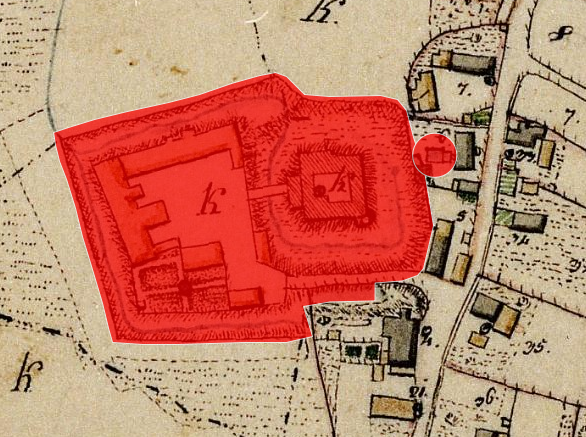
Lageplan von Schloss Neufahrn auf dem Urkataster von Bayern

## Schloss Neufahrn einst und jetzt
Nach dem Stich von Michael Wening aus dem Jahr 1721 befand sich die ummauerte Schlossanlage Neufahrn innerhalb eines Wassergrabens. Sie bestand aus zweigeschossigen Wohnbauten, zwei Viereckstürmen mit Spitzdächern und einem weiteren Turm, der mit einer Zwiebelhaube gedeckt war. Eine einfache hölzerne Brücke führte zu einem der Viereckstürme, der als Torturm fungierte. Zwischen den beiden Viereckstürmen ist eine Schildmauer mit Zinnen zu sehen.
Dieses Ensemble ist weitgehend erhalten. Heute sind noch ein Zwiebel- und ein Viereckturm vorhanden, dazwischen befindet sich der Wohnbau. Diese zweigeschossige Vierflügelanlage um einen Innenhof stammt aus dem 16. Jahrhundert und wurde über einem mittelalterlichen Grundriss errichtet. Der Innenhof ist nördlich mit doppelgeschossigen Arkaden ausgestattet, an der Südwestecke befindet sich ein fünfgeschossiger Turmstumpf und an der Südostecke ein Rundturm mit Kuppelhaube, darin ist die ehemalige Schlosskapelle. 1988 wurden durch aufwändige Restaurierungsarbeiten das Schloss zu einem Hotel umgestaltet, in dem auch vielfältige kulturelle Veranstaltungen stattfinden. Insbesondere ist dabei das Schlossfest Neufahrn zu nennen, ein Mittelalterfest, das stets im Hochsommer stattfindet.